# Razisea villosa
Razisea villosa är en akantusväxtart som beskrevs av J. Gómez-laurito och B.E. Hammel. Razisea villosa ingår i släktet Razisea och familjen akantusväxter. Inga underarter finns listade i Catalogue of Life.